# 川上浩一
川上 浩一（かわかみ こういち、1960年〈昭和35年〉 - ）は、日本の遺伝学者、分子生物学者。国立遺伝学研究所教授。理学博士（東京大学）。トランスポゾンを用いたトランスジェニックゼブラフィッシュの作製法の開発に成功した。ゼブラフィッシュ国際学会（International Zenrafish Society）（2014-2021）及びゼブラフィッシュ疾患モデル学会（Zebrafish Disease Models Society）（2014-2021）の創設理事を務めた。学術誌eLife編集委員（2020-）。
国際的なゼブラフィッシュ研究への貢献が認められ、2021年、欧州ゼブラフィッシュ学会（European Zebrafish Society）から1995年度のノーベル生理学・医学賞を受賞した研究者の名前を冠したクリスティアーネ・ニュスライン＝フォルハルト賞（Christiane Nüsslein-Volhard Award）を受賞した。

## 経歴
和歌山県生まれ。東京大学理学部生物化学科卒業。東京大学大学院理学系研究科生物化学専攻博士課程修了、同理学博士。 
東京大学医科学研究所助手、マサチューセッツ工科大学博士研究員（ナンシー・ホプキンスNancy Hopkins 研究室に所属）、国立遺伝学研究所助教授を経て、同研究所教授になる。2003 - 2007年には、アメリカ国立衛生研究所（NIH）から、研究代表者として研究費（総額901,870米ドル）を獲得している。

## 主な研究業績
- 2000年（平成12年） - 脊椎動物のトランスポゾンの転移活性を証明[12]
- 2004年（平成16年） - トランスジェニックゼブラフィッシュ作製法の開発[5]
- 2008年（平成20年） - Gal4-UAS法によるゼブラフィッシュの細胞操作法の開発に成功[13]
- 2013年（平成25年） - 脳の神経活動のリアルタイムイメージングに成功[14]
- 2017年（平成29年） - 食欲をコントロールする神経回路の発見[15]
- 2019年（平成31年）- 魚類と哺乳類の睡眠パターンの類似性の発見[16]
- 2020年（令和2年） - ゼブラフィッシュのALSモデルの開発[17]

## 受賞歴
- 2021年　クリスティアーネ・ニュスライン＝フォルハルト賞（Christiane Nüsslein-Volhard Award）[7]
- 2023年　令和5年度文部科学大臣表彰 科学技術賞（研究部門）「脊椎動物における遺伝子組換え技術に関する研究」[18]

## 研究費等
- 2003年 - 2007年　Genetic methods using the Tol2 transposable element. アメリカ国立衛生研究所（NIH）研究費。1R01GM069382-01（2003.8-2007.7）
- 2006年 - 2010年　基盤研究（S）トランスポゾンを用いたGal4エンハンサートラップ法による脊椎動物初期発生研究. 日本学術振興会　（2006.4-2010.3）